# Weteringschans 261

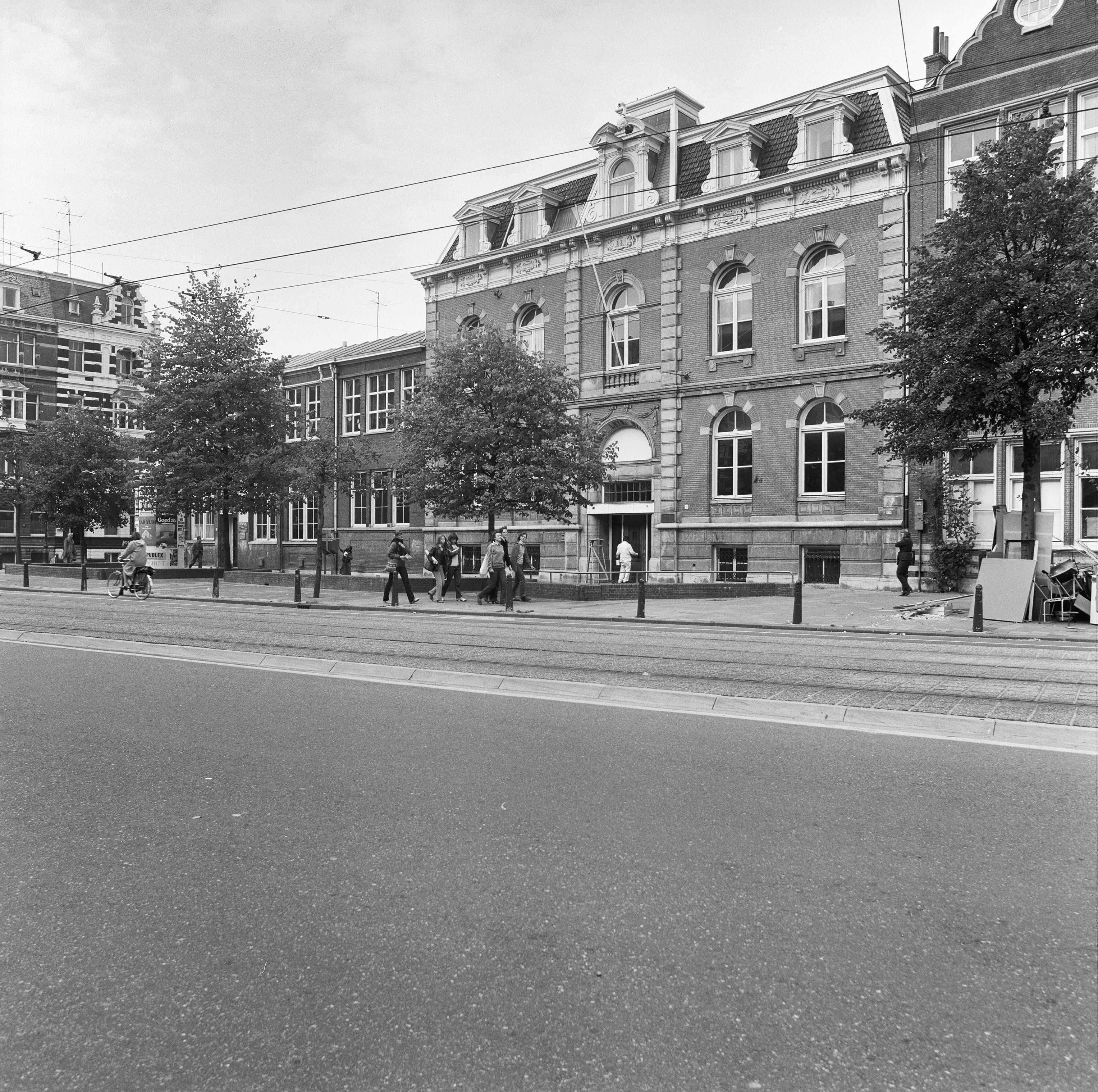
gebouw in 1979 met zwaan in dakkapel

Weteringschans 261 te Amsterdam is een gebouw aan de Weteringschans in Amsterdam-Centrum.

## Geschiedenis

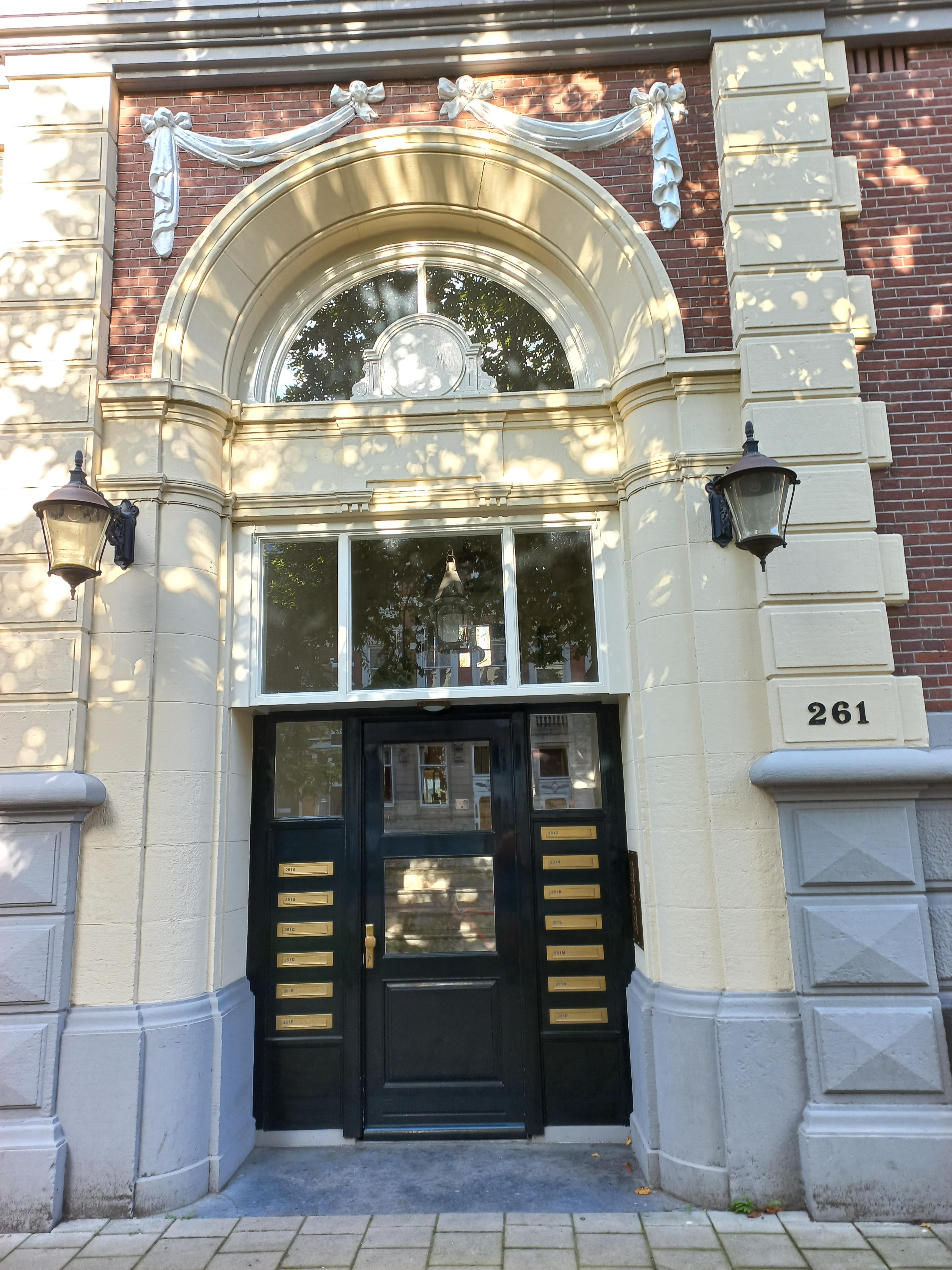
Entree (oktober 2024)

Aan dit deel van de Weteringschans tussen de Reguliersgracht en het Frederiksplein werd na het midden van de 19e eeuw druk gebouwd. Het gebouw op de kruising met de Reguliersgracht 111-115/Weteringschans 257 bood onderdak aan een school, gebouwd in opdracht van de gemeente Amsterdam. Het gebouw daarnaast Weteringschans 261 was een initiatief van de Evangelische Luthers Gemeente, Amsterdam. Deze had een nieuw weeshuis nodig, het oude aan de Nieuwe Kerkstraat/Nieuwe Keizersgracht voldeed niet meer. Daar waar voor de school het ontwerp afkomstig was van de stadsarchitect schakelde de Luthers Gemeenschap Dolf van Gendt in. De school kreeg een sober uiterlijk; het weeshuis kreeg een sierlijker uiterlijk met neorenaissancekenmerken. Op 30 juni 1883 werd door het "Evangelisch Luthers Diacone Wees-, Oude Mannen- en Vrouwenhuis" de aanbesteding uitgeschreven, dan nog voor een gebouw op de hoek met de Huidekoperstraat. Het zou op 1 mei 1884 geopend zijn; er werden circa vijftig wezen ondergebracht.

## Gebouw
Boven een souterrain verwerkt achter de natuurstenen plint werden twee verdiepingen gebouwd met daarboven een zolderetage waarboven een schilddak. De plint heeft nog rechthoekige vensters. De twee verdiepingen kregen net als de entree rondbogen. Ook de dakkapel heeft een rondboog. De gevel laat een afwisseling zien van baksteen met natuurstenen sluitstenen en pilasters. Oorspronkelijk was boven de toegang nog de bestemming (Evang Luth weeshuis) te lezen. Tot in de jaren 1980 sierde de zwaan, symbool van de Lutherse gemeente.          
Het weeshuis vertrok hier rond 1985, waarna het enige tijd tot opvangcentrum diende. Rond 1997 werd het verbouwd tot dertien appartementen.